# Рудницкий, Григорий Андреевич
Григорий Андреевич Рудницкий (укр. Григорій Андрійович Рудницький, род. 1 апреля 1936 года, с. Новокиевка) — крымский литературовед, краевед, спортивный журналист, шашечный композитор, энциклопедист. Выдающийся пропагандист шашечного искусства. Крупный специалист в творчестве и жизни Тараса Шевченко. Мастер спорта СССР по шашечной композиции. Чемпион Украины по шашечной композиции (1986, 2010). Член -корреспондент Академии шахматного и шашечного искусств (Санкт-Петербург).
Владеет украинским, русским, белорусским, польским языками.
Проживает в городе Симферополь.

## Биография
В Крыму с 1958 года. В 1963 году с отличием окончил историко-философский факультет Крымского педагогического института им. М. В. Фрунзе. С 1964 по 2003 работал в редакциях крымских газет. В 1965—1993 годах корреспондент спортивного отдела газет «Крымская правда». Осенью 1965 года организовал первый в крымской периодике конкурс на лучшее решение шашечных композиций. В нём принимали участие и маститые — мастера спорта СССР Николай Пустынников (Тихвин, РСФСР), Леониид Витошкин (Гомель, Белорусская ССР), без пяти минут мастер Б. Волков (Волгоград) и начинающие решатели. Среди них — восьмиклассник шестой симферопольской школы Семен Беренштейн. Для будущего гроссмейстера по композиции данный конкурс стал первым.
В СМИ регулярнно выступал с краеведческими заметками, со статьями по спортивной тематике. Редактор отдела газеты «Кримська світлиця», шеф-редактор газеты «КримСПОРТ». Автор статей в энциклопедии Енциклопедія Сучасної України. Автор и соавтор нескольких изданий.
На краеведческие и культурологические темы пишет с 1990 года, его статьи публиковались в Австрии, Бразилии, Канаде, Нидерландах, ФРГ, США.
Григорий Рудницкий не забывает свою малую родину — Каланчакский район. В районной газете «Слава праці» публикует историко-краеведческие статьи, активно сотрудничает с Каланчакской центральной районной библиотекой и дарит ей свои книги. Свои книги знаменитый журналист передаёт и в крымские библиотеки — в Крымское республиканское учреждение «Крымскотатарская библиотека им. И. Гаспринского»

## Награды
Лауреат Всеукраинских премий: Яра Славутича за краеведческое исследование «Земля степних пирамид» и Фонда Т. Г. Шевченко «В своем доме своя и правда, и сила, и воля» — за публикации шевченковской тематики.